# Michel Mercier

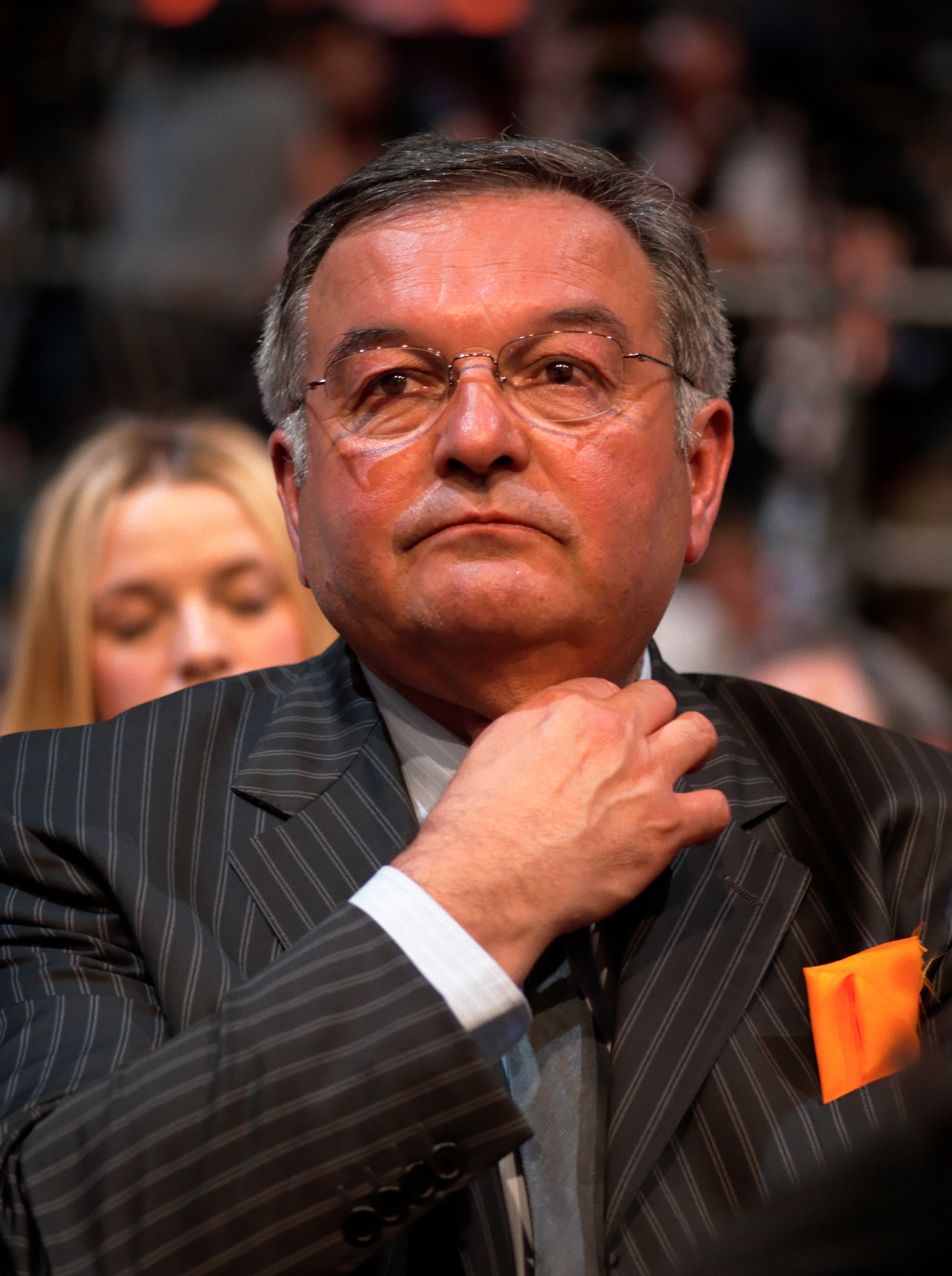
Michel Mercier 18 april 2007

Michel Mercier, född 7 mars 1947 i Bourg-de-Thizy i departementet Rhône, är en fransk politiker som mellan 2010 och 2012 var Frankrikes justitieminister. Sedan 2007 representerar han det konservativa partiet Union pour un Mouvement Populaire (UMP). Dessförinnan stod han François Bayrou nära och var medlem i mittenpartierna Union pour la Démocratie Française (UDF) och dess efterföljare Mouvement démocrate (MoDem). 
Mercier är jurist med examen från Institut d'études politiques de Lyon. Han var ledamot av nationalförsamlingen 1993-1995 och senaten 1995-2009, invald för departementet Rhône. Därefter inträdde han i François Fillons regering som minister med ansvar för regionutvecklingsfrågor. Året därpå efterträdde han Michèle Alliot-Marie som justitieminister. Han har i omgångar varit borgmästare och haft en mängd poster i Thizy i Rhône.